# Nawar
Nawar o Nagar fou una ciutat estat de la zona del Khabur (moderna Tell Brak) que va existir des de la segona meitat del tercer mil·lenni. Vers el 2400 aC consta una aliança matrimonial amb el regne d'Ebla, en el qual la princesa eblaïta Tagrish-Damu es va casar amb el rei de Nawar, cosa que va reforçar les relacions comercials entre els dos estats. Progressivament es va poblar d'hurrites i vers el 2000 aC formava un regne hurrita esmentat al costat de Urkesh i Arrapha. Degué ser conquerit almenys temporalment per Urkesh, perquè el rei Atal-Shen d'Urkesh apareix esmentat també com a rei de Nawar.

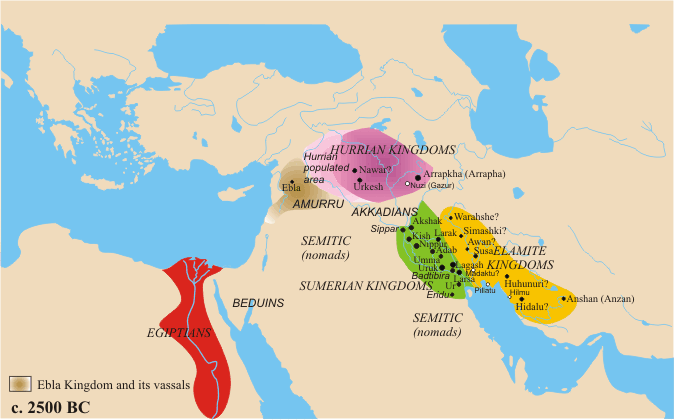
Regnes Hurrites

Reis:
- Atal-Shen (rei d'Urkesh)